# Quivogne
Група компаній QUIVOGNE (Ківонь) понад 65 років займається виробництвом та реалізацією сільськогосподарської техніки.
В асортименті як універсальні, так і спеціальні агрегати для різноманітних операцій, зокрема і для ґрунтообробки і висіву сільськогосподарських культур. Навісна і причіпна техніка QUIVOGNE ефективна і рентабельна не лише для фермерських господарств із невеликими полями, вона також чудово зарекомендувала себе на великих площах багатопрофільних агрохолдінгів.

## Історія
У 1946 р. Брати Луї та Гастон Ківонь відкрили у Поленкурі (Франція) майстерню сільськогосподарських машин. У 1956 р. підприємство розпочало виробництво власних борон, сівалок та розкидувачів добрив. У 1970 р. до заводу у Поленкурі додається Жюссе, а в 1990 р. в Іпсвічі (Велика Британія), відкривається підрозділ QUIVOGNE UK, в 2010 було створено підрозділ групи компанії Quivogne по роботі з країнами Центральної та Східної Європи — Quivogne Central and Eastern Europe (Quivogne CEE).
На даний момент міжнародна група компанії QUIVOGNE має у своєму розпорядженні виробничу площу розміром 61.000 м2 в Поленкурі та Жюссе (Франція), де працює більше 200 співробітників. Нові виробниці потужності групи компаній Quivogne також розташовані в Сербії на площі 5000 м².

## Представництва
ТОВ «Ківонь Україна» — офіційний представник французької компанії «QUIVOGNE» в Україні.
У Росії успішно працює представництво — ООО Кивонь РУС.
На європейському ринку за роботу з дилерами відповідає — QUIVOGNE CEE.